# Manfred Schütz (Unternehmer)
Manfred Schütz (* 5. Juli 1950 in Bamberg; † 3. Januar 2025 in Hannover) war ein deutscher Unternehmer in der Musikbranche. Er gründete im Jahre 1984 die in Hannover ansässige SPV GmbH („Schallplatten, Produktion und Vertrieb“). 2010 gründete er die ebenfalls in Hannover ansässige Plattenfirma MIG („Made in Germany Music“).

## Leben
Manfred Schütz war gelernter Büro- und Außenhandelskaufmann und arbeitete als Fahrer bei einer Spedition.
1974 eröffnete er in Hannover auf der Lister Meile zusammen mit seinem Freund Wolfgang Küster den Schallplattenladen „Boots“ sowie 1976 in Hannover den Laden „Musicland“.
Bis 1980 gab es weitere Schallpattenläden in Hildesheim, Hameln, Marburg, Münster, Braunschweig, Gifhorn usw. unter seiner Führung. Mit der Veröffentlichung des Albums „Much Funny“ der Punk-Band Rotzkotz fing bei „Boots“ die Arbeit als Label an. Dies war zuerst das New Wave Label GeeBeeDee. Dazu kam der Vertrieb von deutschen Punk- und NDW-Labels wie Schallmauer, No Fun usw.
Die Doppelbelastung von Einzelhandel, Vertrieb und die Arbeit für das eigene Label führte am 1. Januar 1984 zur Gründung der SPV GmbH. Sie entwickelte sich innerhalb von zehn Jahren zu einem der größten Independent-Unternehmen in der Musikbranche in Europa. Sie wurde der Vertrieb für Roadrunner Records, Nuclear Blast, AGR, Noise Records, Play It Again Sam (Label) oder Century Media und war Heimat für viele eigene und lizenzierte Veröffentlichungen auf den Labels Steamhammer, Synthetic Synphony oder Rebel Records. SPV war 25 Jahre lang der führende europäische Vertrieb für Heavy Metal. In den 25 Jahren der Geschäftsführung von Manfred Schütz zählten Künstler wie Fury in the Slaughterhouse, Motörhead, Alice Cooper, Whitesnake oder Simply Red zu den Künstlern, die weltweit über SPV GmbH veröffentlichten.
Ab 2010 baute Manfred Schütz die Firma Made in Germany Music (MIG) auf. MIG fungiert als autarkes Label in vielen musikalischen Bereichen. Schwerpunkt sind historische Aufnahmen, die Serie Rockpalast in Kooperation mit dem WDR  und der Aufbau neuer Künstler.
Nachdem bei Schütz Anfang 2024 Krebs diagnostiziert worden war, arbeitete er ab Ostern des Jahres „nur noch von zu Hause aus“, nahm dann die bisherigen Gesellschafter des Unternehmens Magic Mile Music, Tanja Michaelis und Volker Pape, in die Geschäftsführung von SPV auf und instruierte diese für die Zukunft. Ende 2024 ging er in das Hospiz Luise in Hannover-Kirchrode, wo er Anfang 2025 im Alter von 74 Jahren starb. Er hinterließ zwei erwachsene Töchter und einen elfjährigen Sohn.